# Pseudopandarus australis
Pseudopandarus australis is een eenoogkreeftjessoort uit de familie van de Pandaridae. De wetenschappelijke naam van de soort is voor het eerst geldig gepubliceerd in 1988 door Cressey & Simpfendorfer.